# Andrew Knott
Andrew Knott (Salford, Gran Mánchester, Inglaterra, 22 de noviembre de 1979) es un actor británico. Es conocido por interpretar a Dickon Sowerby en la película de 1993 The Secret Garden, basada en la novela de Frances Hodgson Burnett. También apareció como Henry Green en la serie de televisión dramática Where the Heart Is. También apareció en la comedia televisiva Gavin & Stacey como Dirtbox.

## Biografía y carrera
Knott nació en Salford. Sus primeras actuaciones las realizó en programas de radio y televisión británicos. Se formó en el Taller de Teatro de Oldham. La primera película importante de Knott fue The Secret Garden de Warner Bros en 1993, en la que interpretó a Dickon Sowerby. Luego interpretó a Joe Green en Black Beauty. A finales de la década de 1990, interpretó a Darren Featherstone y Liam Shepherd en Coronation Street.
En 2004, regresó al teatro para actuar en The History Boys de Alan Bennett. La producción del National Theatre luego realizó una gira por todo el mundo, permitiéndole a Knott hacer su debut en Broadway. Repitió su papel en la radio de la BBC y en la adaptación cinematográfica de Bennett, dirigida por Nicholas Hytner de The National. En 2011, apareció en "The National Anthem", un episodio de la serie antológica Black Mirror. Más tarde, Knott apareció en las series de televisión Drop Dead Gorgeous y Gavin & Stacey, y en la serie dramática de la BBC 3 Spooks: Code 9 como Rob.

## Filmografía
| Año             | Título                 | Papel             | Notas                           |
| --------------- | ---------------------- | ----------------- | ------------------------------- |
| 1995            | Cracker                | Joe Harvey        | 2 episodios                     |
| 1996            | Children's Ward        | Steve             |                                 |
| 1997-2001       | Where the Heart Is     | Henry Green       | Temporadas 1-5                  |
| 1997            | Police 2020            | Scully            | Piloto                          |
| 1997            | Coronation Street      | Liam Shepherd     | 2 episodios                     |
| 1998            | Heartbeat              | Billy Fawsley     | 1 episodio                      |
| 1998            | Casualty               | Garth             | 1 episodio                      |
| 2000            | Peak Practice          | Steve             | 1 episodio                      |
| 2003            | Casualty               | Ed                | 1 episodio                      |
| 2003            | The Bill               | Colin McGuire     | 1 episodio                      |
| 2006            | Life on Mars           | Derek Bannister   | 1 episodio                      |
| 2007            | Drop Dead Gorgeous     | Ben McIntyre      | Temporada 2                     |
| 2007-2009, 2024 | Gavin & Stacey         | Dirtbox           | 4 episodios                     |
| 2008            | Lewis                  | Ryan Gallen       | 1 episodio                      |
| 2008            | spooks: Code 9         | Rob Sullivan      | Papel principal                 |
| 2011            | Frankenstein's Wedding | Henry             | Papel principal                 |
| 2011            | Waterloo Road          | Greg Barrington   | 1 episodio                      |
| 2011            | Black Mirror           | Brian             | Episodio: "The National Anthem" |
| 2014            | Father Brown           | Peter Royce       | 1 episodio                      |
| 2014            | Casualty               | John Cunningham   | 2 episodios                     |
| 2015            | Banana                 | Eddie             | 1 episodio                      |
| 2016            | Casualty               | Vince Callaghan   | 4 episodios                     |
| 2016            | Grantchester           | Sam Milburn       | 2 episodios                     |
| 2017            | No Offence             | Freddie Dobson    | 1 episodio                      |
| 2018            | Midsomer Murders       | Mostyn Cartwright | 1 episodio                      |
| 2018            | Strangers              | Conrad Davies     | 3 episodios                     |
| 2019            | Silent Witness         | Nick Marlow       | 2 episodios                     |
| 2020            | Brave New World        | Dario             | 1 episodio                      |
| 2021            | Leonardo               | Alfonso           | 2 episodios                     |
| 2021            | Time                   | Alexander Doyle   | 1 episodio                      |
| 2022            | Ackley Bridge          | Dean Dobson       | 7 episodios                     |
| 2022            | The Walk-In            | Kevin             | 1 episodio                      |
| 2023            | Maryland               | Jim               |                                 |

| Año  | Título                    | Papel                | Notas                                                                                      |
| ---- | ------------------------- | -------------------- | ------------------------------------------------------------------------------------------ |
| 1993 | The Secret Garden         | Dickon Sowerby       | Nominado – Premio Artista Joven al Mejor Actor Joven con Papel Protagónico en una Película |
| 1994 | Black Beauty              | Joe Green            |                                                                                            |
| 2006 | The History Boys          | Lockwood             |                                                                                            |
| 2007 | The Sickhouse             | Steve                |                                                                                            |
| 2009 | Cotton Stones             | Rob Mally            | Cortometraje (13 minutos)                                                                  |
| 2010 | In Our Name               | Paul                 |                                                                                            |
| 2010 | Sex & Drugs & Rock & Roll | Reportero            |                                                                                            |
| 2012 | Spike Island              | Voodoo Ray           |                                                                                            |
| 2015 | The Lady in the Van       | Hombre en ambulancia |                                                                                            |
| 2017 | My Cousin Rachel          | Joshua               |                                                                                            |

| Año       | Título           | Papel       | Notas                                           |
| --------- | ---------------- | ----------- | ----------------------------------------------- |
| 2004-2006 | The History Boys | Lockwood    |                                                 |
| 2010-2013 | Backbeat         | John Lennon | Basado en la película de 1994 del mismo nombre. |

| Año  | Título                                  | Papel | Estación    | Notas       |
| ---- | --------------------------------------- | ----- | ----------- | ----------- |
| 2000 | Stockport... So Good They Named It Once | Jason | BBC Radio 7 | Temporada 2 |
| 2002 | Fat Camp                                | Josh  | BBC Radio 4 |             |

| Año  | Título                | Papel       | Notas      |
| ---- | --------------------- | ----------- | ---------- |
| 2002 | Grand Theft Auto: III | Kenji Kasen | Videojuego |

## Premios y nominaciones
| Año  | Premios              | Categoría                                                        | Obra                                  | Resultado |
| ---- | -------------------- | ---------------------------------------------------------------- | ------------------------------------- | --------- |
| 1994 | Premios Young Artist | Mejor actor juvenil en papel principal en una película dramática | The Secret Garden como Dickon Sowerby | Nominado  |